# Euphyia scripturata
Euphyia scripturata är en fjärilsart som beskrevs av Jacob Hübner 1796/99. Euphyia scripturata ingår i släktet Euphyia och familjen mätare. Inga underarter finns listade i Catalogue of Life.